# Cantón de Toulouse-5
El cantón de Toulouse-5 es una división administrativa francesa, situada en el departamento de Alto Garona y la región de Mediodía-Pirineos.

## Composición
El cantón de Toulouse-5 incluye la parte de la ciudad formada por los barrios:
- Arnaud-Bernard
- Bayard
- Boulevards
- Concorde
- Jean-Jaurès
- Saint-Sernin